# M11/39
M11/39 byl italský střední tank, který byl zkonstruován před druhou světovou válkou. Měl být náhradou za střední tanky Fiat 3000, které byly koncem třicátých let beznadějně zastaralé. Prototyp tanku byl vyroben roku 1937. Jeho zvláštností bylo umístění kanónu a kulometu. Kanón ráže 37 mm byl instalován v přední části korby, zatímco dvojice kulometů ráže 8 mm byla umístěna v otočné věži. Pancíř tanku byl nýtovaný, stroj poháněl motor Fiat SPA o výkonu 105 hp. Celkem bylo vyrobeno 100 kusů.
70 kusů tanků M11/39 bojovalo v Libyi proti britským a australským vojskům a postupně se účastnilo všech válečných kampaní, které na severu Afriky probíhaly. Ukořistěné tanky působily ve službách 6. australské divize. Postupně byly nahrazovány modernějšími tanky M13/40. Tanky se stávaly kořistí spojeneckých vojáků, kteří ukořistěné kusy používali. Po kapitulaci Itálie několik tanků ukořistili i Němci, kteří je užívali pod označením PzKpfw M11/39 734 (i).